# Umbra pálená

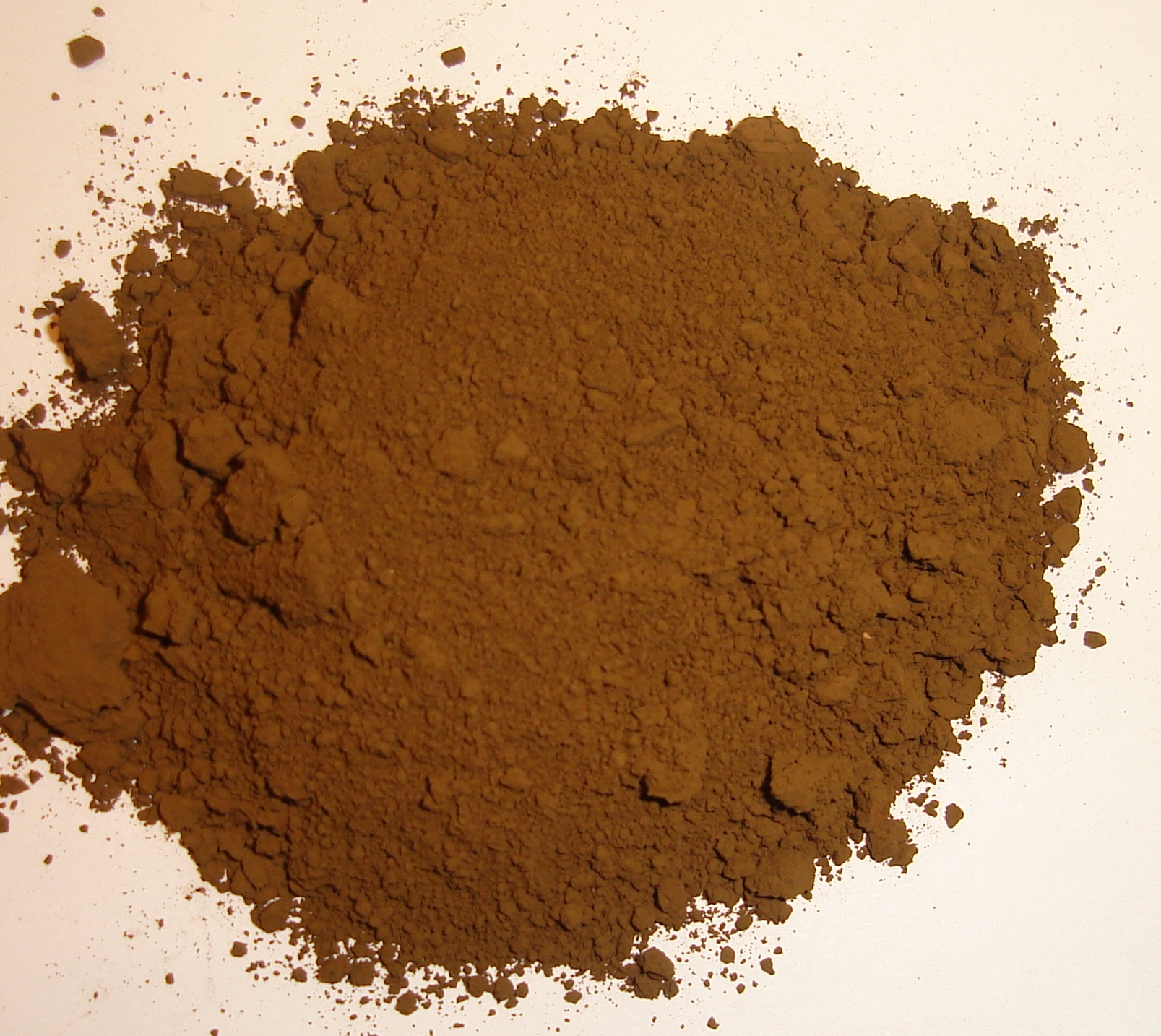
pigment

Umbra pálená je druh hnědé barvy využívaný v malířství. Její číselný kód je 1043 a chemicky se stejně jako v případě okru světlého a sieny pálené jedná o zemitý pigment. Barva se užívá hojně k malování zvířat nebo jako fládrovací barva. K dostání je pro více malířských technik, např. jako olejová barva, tempera nebo akvarelová barva.